# らいむいろ戦奇譚
『らいむいろ戦奇譚 明治日本、乙女 防人ス。』（らいむいろせんきたん めいじにっぽん、おとめ さきもりす。）（以後、『戦奇譚』と表記）は、2002年12月13日にエルフが発売したアダルトゲーム。
当項では以下の関連作品についてもそれぞれ記述する。括弧内は以後に用いる略称。
- テレビアニメ版及びOVA版
- PlayStation 2移植版『らいむいろ戦奇譚☆純』（『☆純』）
- 『戦奇譚』の番外編『らいむいろ雀奇譚 明治日本、乙女先ヅモス。』（『雀奇譚』）
- 『戦奇譚』の続編『らいむいろ流奇譚X CROSS〜恋、教ヘテクダサイ。〜』（『流奇譚X』）

## らいむいろ戦奇譚

### 概要
日露戦争の旅順攻囲戦（1904年）を舞台としたSF作品で、全13話のアドベンチャーパートとシミュレーションパートを交互にプレイしながら5人のヒロインとのシナリオを進めていく。キャラクターデザイン・原画は本田直樹が担当。
2003年8月29日には関連作品『雀奇譚』が発売、2003年1月にはPC版と同名のUHFアニメとしてテレビアニメ化、2004年3月25日にはPS2版『☆純』が発売された。

### ストーリー
明治37年（1904年）、日露戦争が開戦した。日本は朝鮮半島をロシア軍から死守するために宣戦布告した。
戦いは日本軍優勢で進むが、ロシアは旅順と大連を含めた遼東半島南端部を要塞化した。大国ロシアで世界屈指の大要塞である旅順要塞の攻略には苦戦していた。そこには、人智を超えた力が潜んでいたからである。要塞攻略は牛歩として進まず、バルチック艦隊をはじめとするロシア軍が増援されており、取り返しのつかない方向に傾くようになってきた。
ロシアの増援が日本に到着する前に、陸海での重要拠点である旅順要塞を攻略しなければ、日本軍の勝利はない。
その頃、北海道の大地に一人の青年が足を踏み入れていた。
彼の名は、馬飼新太郎。かつてロシアに駐在していた元外交官である。現地で夜も共にするほどの熱き恋仲となった金髪美女・ソフィアを、やむなく現地に残したまま日本へ帰国していた彼は、彼女のことを気にかけながら、新設校の「天乃原女学院」へ教師として赴任する。渡された地図の場所には小さな小屋と軍艦があるだけで校舎らしき建物は目に付かなかったが、1人の男の案内によって学校内に足を踏み入れた。小さな建物の地下らしき場所には多くの部屋が用意されていた。ここで新太郎は5人の教え子となる女学院の生徒たちと出会うことになる。
だが、そこで彼を待っていた5人の教え子には、彼の知らない秘密の使命があった。本当の恋も知らず、学校にも通ったことのないヒロインたち。そんな彼女たちを戦場へと駆り立てる代償として国家が用意したのは、戦地へ向かう特務戦艦天乃原と、その船内の設備の一つとなる天乃原女学院。ロシア軍がつくりあげた旅順要塞を突破する使命を課せられていた。
彼女達は日本軍直属の極秘特殊部隊、その名も「らいむ隊」。対旅順要塞攻略のために日本全国から集められた礼武の使い手。自分達の魂に秘められた力である「魂色」（こんじき）を具現化、分身である「礼武」（らいむ）を駆使して、旅順要塞に潜む謎の軍団を倒すという使命を背負っていた。さらには、彼女達のいる天乃原女学院とは、旅順要塞攻略のための決戦兵器・浮遊戦艦「天乃原」（あまのはら）であった。
新太郎と5人の教え子達は、こうして旅順要塞を目指すこととなった。

### 登場人物
声優名はテレビアニメ版およびOVA版とPS2版のもの。PC版では全て非公表。らいむ隊5人の名前は戦国末期に活躍した武将の名字と、繊維、織物、染色技術などの名称を組み合わせたもの。また、彼女達が用いる礼武の名前は、本人の名前の元となった武将の名である。
らいむ隊が用いる礼武はそれぞれ5種類の属性が用意されている。違った属性には相性を持っており、2つの得意属性と2つの苦手属性が存在する。そのため属性を考慮してキャラクターを配置する必要がある。しかし敵の指揮官の礼武は色によって属性を判別することは出来ない。
らいむ隊
らいむいろ戦奇譚で5人のヒロインを演じる声優が結成したユニット名でもある。2002年12月15日。千葉県浦安市で「らいむフェスティバル」が開催された。
- 真田 木綿【さなだ もめん】 声：清水愛 - 礼武：ユキムラ（真田幸村）

大きなリボンで髪を束ねたメイド風の服装。天真爛漫で明るい性格。生半可な所が残っているが、肝心な時には勇烈な戦い方をする。
- 本多 更紗【ほんだ さらさ】 声：音宮つばさ - 礼武：タダカツ（本多忠勝）

紫のアオザイ姿。政府高官の家庭に生まれ西洋文化に囲まれて育った影響で、まれに奇妙な勘違いが見つかる。普段は高飛車な態度だが、周囲を気遣う優しい内面を持っている。
- 加藤 麻【かとう あさ】 声：笹島かほる - 礼武：キヨマサ（加藤清正）

ショートカットにキュロットスカートとボーイッシュな服装。軍人の父に育てられ、伊達将之輔少佐のことは女の子としても軍人としても憧れている。荒い言葉使いで、考える前に行動する直情的な性格。武道が得意。実践経験がなく効率よく指揮する事ができない新太郎を見て秘密特訓を提案する。礼武隊の隊長として相応しい剣の腕を身につけるために、皆に内緒で毎夜、深夜まで及ぶ剣の稽古の手助けをしていたが、他の教え子たちからの誤解を招くことになる。
- 福島 絹【ふくしま きぬ】 声：あおきさやか - 礼武：マサノリ（福島正則）

眼鏡をかけた巫女さん風の容姿。真面目で優しい性格だが、内気で何か言われると泣く事が多い。加藤麻と仲が良く、肝心な時には最前列に立って戦う。
- 黒田 綸子【くろだ りんず】 声：相本結香 - 礼武：ナガマサ（黒田長政）
  - （補足）：綸子（りんず）とは、振袖や訪問着に用いられる絹織物の生地の一種のこと。

長い黒髪に十二単風の着物姿。他人に対して心を開くことが少なく、必要最低限の言葉しか発しない。
その他の登場人物
- 馬飼 新太郎【うまかい しんたろう】 声：三木眞一郎（TVアニメ版・OVA版・PS2版のみ）

外交官としてロシアに駐在していた頃にソフィアと出会い、恋に落ち、愛し合う生活を送っていた。しかし北海道に新設された天及原女学院に教師として赴任することで別離となったが心の中にはソフィアへの思いが秘められている。
- 梶 兵庫【かじ ひょうご】 声：石井康嗣

大日本帝国の軍人。特務戦艦「天乃原」の艦長。
- 一乗寺 須美【いちじょうじ すみ】 声：百々麻子

天及原女学院の中に属している医師。温厚で面倒見のいい性格。新太郎を「新さん」と呼ぶ。
- 伊達 将之輔【だて まさのすけ】/番組ナレーション 声：檜山修之
- 九鬼様【くきさま】 声：こおろぎさとみ

数十年にわたる眠りから目覚めた女性で年齢は300歳を超える。戦艦天乃原を天空に浮上させるエネルギーを小さな身体の内に秘めている。
- ソフィア（ビロード） 声：横手久美子
- ラシャ 声：茂呂田かおる
- サテン 声：かないみか
- グレゴリー・エフィモヴィッチ・ラスプーチン 声：千葉進歩

テレビアニメ版・PS2版のみに登場
- 紅糸【こうし】 声：町井美紀
- 黄糸【おうし】 声：こやまきみこ
- 蒼糸【そうし】 声：金田朋子
- アントワネット・ガンジー十三世（犬）声：石井康嗣

魂色
天乃原や礼武を動かす女性だけが有する力。
礼武
ヒロインたちが魂色の力によって召喚できる騎馬武者の姿をした霊体のようなもの。視界の中にいる礼武しか操作はできないため、目に見えない場所での戦闘はできない。ロシア軍に対抗する唯一の存在となる。ロシアの礼武は西洋騎士の姿をしている。
特務戦艦天乃原
英国ピッカーズ造船所で建造された日本帝国海軍・旗艦「三笠」の同型艦。「魂色」を動力として海と空の航行が可能。正式な所属と名称は、日本帝国特別部隊「独立第零(ゼロ)師団」所属特務戦艦天乃原。
得意、不得意科目
ゲームで設定されているヒロインの得意、不得意科目を5段階で以下に示す。それぞれのヒロインには1つずつ得意、不得意科目がある。
- 5＝得意 4＝やや得意 3＝普通 2＝やや苦手 1＝苦手

| ヒロイン\科目 | 国語 | 英語 | 算術 | 修身 | 音楽 | 保健 | 体操 |
| ------------- | ---- | ---- | ---- | ---- | ---- | ---- | ---- |
| 真田木綿      | 2    | 3    | 4    | 1    | 3    | 5    | 4    |
| 加藤麻        | 4    | 2    | 1    | 4    | 3    | 3    | 5    |
| 福島絹        | 4    | 3    | 5    | 4    | 1    | 3    | 2    |
| 黒田綸子      | 5    | 3    | 4    | 3    | 4    | 2    | 1    |
| 本多更紗      | 3    | 1    | 2    | 3    | 5    | 4    | 4    |
プロフィール
ヒロインのその他の設定を以下に示す。
| ヒロイン\項目 | 誕生日   | 血液型 | 身長  | バスト | ウエスト | ヒップ | 礼武(属性)     |
| ------------- | -------- | ------ | ----- | ------ | -------- | ------ | -------------- |
| 真田木綿      | 8月2日   | B型    | 152cm | 83cm   | 56cm     | 82cm   | ユキムラ（火） |
| 加藤麻        | 4月13日  | O型    | 142cm | 76cm   | 55cm     | 80cm   | キヨマサ（土） |
| 福島絹        | 9月9日   | A型    | 156cm | 96cm   | 60cm     | 86cm   | マサノリ（金） |
| 黒田綸子      | 11月15日 | AB型   | 153cm | 92cm   | 58cm     | 85cm   | ナガマサ（風） |
| 本多更紗      | 7月14日  | B型    | 167cm | 93cm   | 60cm     | 87cm   | タダカツ（水） |
主題歌
オープニングテーマ「凛花」
作詞：Lime / 作曲・編曲：佐藤和豊 / 歌：らいむ隊（清水愛、音宮つばさ、笹島かほる、あおきさやか、相本結香）
エンディングテーマ「ETERNAL」
作詞：坂田和子 / 作曲・編曲：佐藤和豊 / 歌：らいむ隊
各話タイトル
1. 戦艦の中の女学校
2. 天乃原発進
3. 軍人として、教師として
4. 名探偵更紗!?
5. もう一つの故郷
6. 愛と夜這いと温泉と
7. 千羽鶴
8. 大凶なんか怖くない!
9. リトル・ステップ
10. 閉ざされた心
11. おにいちゃんの日
12. 最後の授業
13. 勝利の鐘よ、未来へ響け

### テレビアニメ
2003年1月から3月にかけて、独立UHF局を中心に放送された。全13話。
スタッフ
- 監督 - 鈴木行
- シリーズ構成 - あかほりさとる
- キャラクター原案 - 本田直樹
- キャラクターデザイン - 渡辺真由美
- 美術監督 - 河野次郎
- 色彩設定 - 安藤由香里
- 撮影監督 - 佐藤太郎
- 編集 - 坂本雅紀
- 音響監督 - たなかかずや
- 音響プロデューサー - 飯塚康一、平田哲
- 音楽 - 大森俊之
- OPアニメ/EDアニメ
  - 絵コンテ・演出 - 鈴木行 / 作画監督 - 渡辺真由美

- エグゼクティブプロデューサー - 高野秀夫
- プロデューサー - 大宮三郎
- アニメーションプロデューサー - 光延青児
- 制作プロデューサー - 岩川広司
- アニメーション制作 - スタジオ雲雀
- 製作 - ソフトガレージ
- 著作権表記 - エルフ・あかほりさとる・らいむいろ戦奇譚製作委員会 / ソフトガレージ

主題歌
オープニングテーマ「凛花」
作詞 - Lime / 作曲・編曲 - 佐藤和豊 / 歌 - らいむ隊（清水愛、音宮つばさ、笹島かほる、あおきさやか、相本結香）
- PC版と同じ曲の再レコーディング版。

エンディングテーマ「空のむこう」
作詞 - 小室みつ子 / 作曲 - 中村翼 / 編曲 - 佐々木聡作 / 歌 - at Gallery
各話リスト
| 話数 | サブタイトル           | 脚本                    | 絵コンテ          | 演出       | 作画監督   | テレビ放送時の備考           |
| ---- | ---------------------- | ----------------------- | ----------------- | ---------- | ---------- | ---------------------------- |
| 1    | 戦艦の中の女学校       | あかほりさとる          | 鈴木行            | 平池芳正   | 渡辺真由美 | EDアニメはまだ無く版権画のみ |
| 2    | 天乃原発進             | 吉岡たかを              | 鈴木行 井上草二   | 高島大輔   | 鎌田祐輔   | EDアニメ公開（作画ミスあり） |
| 3    | 軍人として、教師として | あかほりさとる          | 鈴木行 平池芳正   | 大西景介   | 金相燁     |                              |
| 4    | 名探偵更紗!?           | 吉岡たかを              | 井硲清高          | 高島大輔   | 伊藤秀樹   |                              |
| 5    | もう一つの故郷         | あかほりさとる 子安秀明 | 西村純二          | 鎌田祐輔   | 鎌田祐輔   | EDアニメ修正で完全版に       |
| 6    | 静かなる休日           | あかほりさとる          | 鈴木行            | 山内東生雄 | 渡辺真由美 |                              |
| 7    | 千羽鶴                 | 吉岡たかを              | 西村純二 井硲清高 | 大西景介   | 守川均     |                              |
| 8    | 大凶なんか怖くない!    | あかほりさとる 子安秀明 | 西村純二          | 高島大輔   | 平林孝     |                              |
| 9    | リトル・ステップ       | 子安秀明                | 鈴木行            | 鎌田祐輔   | 鎌田祐輔   |                              |
| 10   | 閉ざされた心           | 吉岡たかを              | 古川順康          | 古川順康   | 渡辺真由美 |                              |
| 11   | おにいちゃんの日       | あかほりさとる          | 井硲清高          | 山内東生雄 | 渡辺真由美 |                              |
| 12   | 最後の授業             | 吉岡たかを              | 森邦宏 西村純二   | 鎌田祐輔   | 鎌田祐輔   |                              |
| 13   | 勝利の鐘よ、未来へ響け | あかほりさとる          | 鈴木行            | 高島大輔   | 渡辺真由美 |                              |
放送局
| 放送地域       | 放送局           | 放送期間               | 放送日時[6]        | 放送区分       |
| -------------- | ---------------- | ---------------------- | ------------------ | -------------- |
| 千葉県         | チバテレビ       | 2003年1月4日 - 3月29日 | 土曜 0:30 - 1:00   | 独立UHF局      |
| 神奈川県       | tvk              | 2003年1月5日 - 3月30日 | 日曜 1:15 - 1:45   | 独立UHF局      |
| 埼玉県         | テレ玉           | 2003年1月6日 - 3月31日 | 月曜 0:50 - 1:20   | 独立UHF局      |
| 兵庫県         | サンテレビ       | 2003年1月6日 - 3月31日 | 月曜 18:00 - 18:30 | 独立UHF局      |
| 京都府         | KBS京都          | 2003年1月7日 - 4月1日  | 火曜 1:20 - 1:50   | 独立UHF局      |
| 青森県         | 青森放送         | 2003年1月7日 - 4月1日  | 火曜 1:20 - 1:50   | 日本テレビ系列 |
| 愛知県         | テレビ愛知       | 2003年1月8日 - 4月2日  | 水曜 1:25 - 1:55   | テレビ東京系列 |
| 広島県         | 広島ホームテレビ | 2003年1月8日 - 4月2日  | 水曜 1:46 - 2:16   | テレビ朝日系列 |
| 北海道         | テレビ北海道     | 2003年1月9日 - 4月3日  | 木曜 1:25 - 1:55   | テレビ東京系列 |
| 岡山県・香川県 | テレビせとうち   | 2003年1月9日 - 4月3日  | 木曜 1:50 - 2:20   | テレビ東京系列 |
| 福岡県         | TVQ九州放送      | 2003年1月9日 - 4月3日  | 木曜 2:15 - 2:45   | テレビ東京系列 |
| 和歌山県       | テレビ和歌山     | 2003年1月10日 - 4月4日 | 金曜 0:10 - 0:40   | 独立UHF局      |
| 奈良県         | 奈良テレビ       | 2003年1月10日 - 4月4日 | 金曜 0:50 - 1:20   | 独立UHF局      |
EDアニメについて
第1話では制作が間に合わず、発表済みの版権絵を並べてある。第2話以降のEDアニメで、らいむ隊がEDテーマに合わせて踊るシーンで、手のひらを外側に向けて腰に当てた際の指の並びが逆転しているという作画ミスがあり、テレビ放送では第5話から、DVD版では第1話から修正されている。
サンテレビでの放送について
サンテレビでは当初、深夜枠でないと放送できない内容であることや当時の深夜枠に空きが無いことを理由に一度はソフトガレージへ放送見送りを打診したが、結局は18:00 - 18:30枠での放送を行った。そのため、放送後には視聴者から苦情が殺到し、BPOでも大きく取り上げられる珍事となった。関西の男子大生やPTAなどから「番組が子供が見るのには相応しくない露骨な性描写が含まれている」や「日露戦争を正当化している」といった苦情が寄せられ、番組の終了をもってサンテレビの同帯のアニメ番組枠は全て廃止された。その結果、テレビ大阪にUHF局アニメを放送する枠が新たに生まれることとなった。
また、 バンダイチャンネルでも配信されている。

### OVA
ソフトガレージから『らいむいろ戦奇譚 南国夢浪漫』のタイトルで初回限定版・通常版が発売された。全2巻。
本作の内容は、後述の『雀奇譚』に収録のミニシナリオと同じく、続編の『流奇譚X』への掛け橋である。そのこともあって、『流奇譚X』からメインヒロインである島つむぎがゲスト出演している。なお、TVアニメ版でプロデューサーを務めていた大宮三郎が代表作の一つである『HAPPY★LESSON THE FINAL』でケイエスエスに見切りを付け、大半のスタッフを連れてトライネットエンタテインメントへ移籍したため、本作の続編に当たる『流奇譚X』は、ほぼ別スタッフでの制作を余儀なくされることとなった。
スタッフ
- 監督・絵コンテ・演出 - 鈴木行
- キャラクター原案 - 本田直樹
- キャラクターデザイン - 渡辺真由美
- シリーズ構成 - あかほりさとる
- 脚本 - あかほりさとる、子安秀明
- 作画監督 - 渡辺真由美、鎌田祐輔、竹上貴弘
- 美術監督 - 河野次郎
- 色彩設定 - 津野歩
- 撮影監督 - 佐藤太郎
- 編集 - 坂本雅紀
- 音響監督 - たなかかずや・松本ゆきを
- 音響プロデューサー - 飯塚康一・平田哲
- 音楽 - 大森俊之
- OPアニメ
  - 絵コンテ・演出 - 鈴木行 / 作画監督 - 渡辺真由美

- エグゼクティブプロデューサー - 高野秀夫
- プロデューサー - 川上泰弘・里見哲朗
- アニメーションプロデューサー - 光延青児
- 制作 - スタジオ雲雀
- 製作 - ソフトガレージ
- 著作権表記 - エルフ・あかほりさとる・らいむいろ戦奇譚製作委員会 / ソフトガレージ

主題歌
オープニングテーマ「凛花」
作詞 - Lime / 作曲・編曲 - 佐藤和豊 / 歌 - らいむ隊（清水愛、音宮つばさ、笹島かほる、あおきさやか、相本結香）
エンディングテーマ「学園天国」
作詞 - 阿久悠 / 作曲 - 井上忠夫 / 編曲 - 中村康就 / 歌 - らいむ隊（清水愛、音宮つばさ、笹島かほる、あおきさやか、相本結香）
挿入歌
「ひとつになりたい」
作詞 - SACHI / 作曲 - TETSURO / 編曲 - 藤井ノブヤ / 歌 - 真田木綿（清水愛）
「秋風の行方」
作詞 - 青朧亜衣加 / 作曲・編曲 - 中村翼 / 歌 - 加藤麻（笹島かほる）
「夢色物語」
作詞 - SACHI / 作曲 - TETSURO / 編曲 - 藤井ノブヤ / 歌 - 本多更紗（音宮つばさ）
「わたぼうし」
作詞 - SACHI / 作曲 - TETSURO / 編曲 - 藤井ノブヤ / 歌 - 福島絹（あおきさやか）
「チカラ」
作詞・作曲 - 田中花乃 / 編曲 - 藤井ノブヤ / 歌 - 黒田倫子（相本結香）
各巻タイトル
1. 前編 愛と祭りと告白と（2004年4月23日（初回限定版・通常版）発売）
2. 後編 さらば凛歌、新たなる防人（2004年6月25日（初回限定版・通常版）発売）

### PlayStation 2版
『らいむいろ戦奇譚☆純』のタイトルで、角川書店より2004年3月25日に発売された。
PC版にあった性描写のCGを削除、その分新作イベントCGを100枚以上追加した。主人公の新太郎の台詞を音声出力、テレビアニメ版に出ていた紅糸・黄糸・蒼糸の3人を追加などの変更が加えられている。
なお、OPアニメはテレビアニメ版スタッフにより新調された。初回限定版『DXパック』には、「他人【ひと】にはいえない!DVD」と称した特典DVDに、PS2版本編のOPアニメより肌の露出度を高めた「裏OPアニメ」が収録されている。

### 関連商品
CD
『らいむいろ戦奇譚 ドラマCD』（発売：ソフトガレージ / 販売：ケイエスエス）
1. 『あまのはら学舎鬨』（2003年2月28日発売）
2. 『あまのはら恋景色』（2003年3月28日発売）
3. 『あまのはら朋友歌』（2003年6月27日発売）
4. 『あまのはら愛一途』（2003年8月22日発売）
5. 『あまのはら乙女星』（2003年10月24日発売）

『らいむいろ戦奇譚 ドラマCD SP』（発売・販売：フロンティアワークス）
1. 『ドラマCD SP1』（2003年4月25日発売）
2. 『ドラマCD SP2』（2003年5月23日発売）

コミック
『らいむいろ戦奇譚 〜乙女邂逅ス。〜』
『らいむいろ戦奇譚 〜學問ノススメ〜』
- 著 - しらゆき昭士郎 / 発売 - メディアワークス

『らいむいろ戦奇譚☆純』 角川書店〈角川コミックス・エース〉、全2巻。
著 - いとうえい / シナリオ協力 - 子安秀明
「コンプティーク」、2003年12月号 - 2004年12月号
- 其ノ壱：2004年8月27日発売、ISBN 4-04-713655-7
- 其ノ弐：2005年2月7日発売、ISBN 4-04-713701-4

ムック
『らいむいろ戦奇譚 完全ビジュアルブック』
- 著 - 電撃アニマガ編集部 / 発売 - メディアワークス

『メガミマガジンスペシャルセレクション らいむいろ戦奇譚ビジュアルコレクション』
- 著 - メガミマガジン編集部 / 発売 - 学研

小説
『らいむいろ戦奇譚 開戦前夜』
- 著 - あかほりさとる / 発売 - メディアワークス

## らいむいろ雀奇譚
『らいむいろ雀奇譚 明治日本、乙女先ヅモス。』（らいむいろじゃんきたん めいじにっぽん、おとめ さきづもす。）は、2003年8月29日にエルフから発売されたWindows用アダルトゲーム。『戦奇譚』のパラレルワールドを舞台にした、脱衣麻雀ゲームである。
本作での馬飼新太郎は、天乃原女学院ならぬ「天乃原女子雀荘」に赴任してきた、新人麻雀教師という設定。アドベンチャーパートでの会話と麻雀パートでの対局結果により、ロシア側も含めた全ヒロインとのセックスを楽しめるようになる他、キャラクターデザイナーの本田直樹を初めとする原画家が原画を描き下ろしたPC用壁紙も入手可能となる。また、麻雀パートのフェイスウィンドウの原画は、テレビアニメ版で本多更紗役を演じた音宮つばさが担当している。
なお、ゲーム本編とは別に、『戦奇譚』本編の後日談を描いた3本のミニシナリオ（第14話「たいせつなひと」、第15話「いつも通りのいつも」、第16話「乙女たちの戦争」）も収録されており、その内容が『流奇譚X』にらいむ隊が出ない理由となっている。

## らいむいろ流奇譚X
『らいむいろ流奇譚X CROSS〜恋、教ヘテクダサイ。〜』（らいむいろりゅうきたん くろす こい、 おしえてください。）は、2004年12月24日に『戦奇譚』の続編としてエルフが発売したWindows用アダルトゲーム。
日露戦争の奉天会戦（1905年）を舞台としたSF作品である。全13話仕立てのアドベンチャーパートとシミュレーションパートを交互にプレイしていくゲームシステムは前作と同様だが、後者は大幅に改良されている。
キャラクターデザイン・原画は前作同様、本田直樹が担当。
また『戦奇譚』、『雀奇譚』、『流奇譚X』と限定グッズをセットにした『らいむいろプレミアムセット』も発売された。
2005年1月には、UHFアニメとしてテレビアニメ化された。

### ストーリー（流奇譚X）
時は明治38年（1905年）。
前年のらいむ隊の活躍もあってロシアの大要塞・旅順は陥落したが、戦争はまだ終わる気配を見せていなかった。厳しく変わらない戦況に、日本軍はらいむ隊結成計画を再び立ち上げる。だが、先の戦いで活躍した5人の少女はすでに除隊していた。旅順からの帰路において、隊長、教師、そして身も心も愛する対象にまでなっていた男性の命を救うべく、全ての魂色を捧げたために。
一方、ロシアでは新たな謎の存在「ファーデン騎士団」が暗躍し始めていた。その目的は日本軍の撃滅と、「ラスプーチンの遺産」。魔の力が関わっていることは明白であった。
そこで日本軍は、日本全国から新たに5人の少女達を召集。天乃原に乗り込んだ彼女達は、同様に隊長兼教師として選ばれた陸軍の士官候補生・犬養強志朗の下、「陸軍らいむ隊」として、天乃原女学院の生徒として、ファーデン騎士団の本拠地「エルミタージュ」を目指す。

### 登場人物（流奇譚X）
声優名はテレビアニメ版のもの。PC版は全て非公表。ヒロインは前作とは異なる5人で、「陸軍らいむ隊」と呼ばれる。なお、公式サイトなどで用いられた「らいむ隊Army」という名称は、声優ユニットとしての名称。作中では使われていない。
前作のらいむ隊同様、陸軍らいむ隊の名前は戦国期に活躍した武将の名字と、繊維、織物、染色技術などの名称を組み合わせたもの。また、彼女達が用いる礼武の名前は、本人の名前の元となった武将の名である。
陸軍らいむ隊
- 島 つむぎ【しま つむぎ】 声：門脇舞 - 礼武：サコン（島左近）
- 直江 シュロ【なおえ しゅろ】 声：今井麻美 - 礼武：カネツグ（直江兼続）
- 井伊 錦【いい にしき】 声：柏木弘美 - 礼武：ナオマサ（井伊直政）
- 服部 かすり【はっとり かすり】 声：水野愛日 - 礼武：ハンゾウ（服部半蔵）
- 鍋島 綾【なべしま あや】 声：吉住梢 - 礼武：ナオシゲ（鍋島直茂）

前作から引き続き登場
- 梶 兵庫 声：石井康嗣
- 一乗寺 須美 声：百々麻子
- 九鬼様 声：こおろぎさとみ
- ナレーション 声：檜山修之

TVアニメ版のみに登場
- 紅糸 声：今野宏美（町井の産休による代役）→町井美紀
- 黄糸 声：こやまきみこ
- 蒼糸 声：金田朋子

その他の登場人物
- 犬養 強志朗【いぬかい きょうしろう】 声：吉野裕行（TVアニメ版のみ）
- 蒲生 大助【がもう だいすけ】 声：森川智之
- 桃糸【とうし】 声：廣田詩夢
- リネン（ファーデン公爵夫人） 声：川上とも子
- カシミア 声：後藤邑子
- シフォン 声：中村友音

各話タイトル
1. 恋と青春の出陣
2. すれちがいの決闘
3. 天乃原一大事!
4. 戦え 白衣の天使
5. 僕であるために
6. 山だ! キノコだ! 肉林だ!
7. あたしのご主人様
8. 学べよ乙女
9. 閉ざされた迷宮
10. 愛ある限り
11. ありのままに
12. 奉天の魔卵
13. 乙女の純情、恋と舞え

### テレビアニメ版（流奇譚X）
2005年1月から3月にかけて、独立UHF局を中心に放送された。全13話。
キャラクターデザイナーがよし天に変更されているが、原画や作画監督にまで関わってはいない。礼武についてもフルCGだった前作から一転、キャラクター同様に手描きとなった。
あかほりさとるが大和紅名義であるなど、脚本家の名前は全て変名で表記されている上、各話タイトルについては前作と違い、全てPC版とは別のものが付けられている。
スタッフ
- 監督 - 冨永恒雄
- シリーズ構成 - あかほりさとる
- キャラクター原案 - 本田直樹
- キャラクターデザイン - よし天
- 美術監督 - 高橋和博
- 色彩設定 - 西表美智代
- 撮影監督 - 中村昌樹
- 編集 - 瀬山武司
- 音響監督 - たなかかずや/松本ゆきを
- 音響プロデューサー - 平田哲
- 音楽 - 澤口和彦
- 音楽プロデューサー - 伊藤義之
- OPアニメ/EDアニメ
  - 絵コンテ - 冨永恒雄 / 演出 - 中村賢太朗 / 作画監督 - 津元美尾、福世孝明

- プロデューサー - 高野秀夫
- アニメーションプロデューサー - 安部正次郎
- 制作プロデューサー - 村竹保則
- 制作 - A・C・G・T
- 製作 - Softgarage
- 著作権表記 - エルフ・あかほりさとる / Softgarage・らいむいろ流奇譚X製作委員会

主題歌
オープニングテーマ「至純花」
作詞 - 畑亜貴 / 作曲 - 坂下正俊 / 編曲 - 飯塚昌明 / 歌 - らいむ隊Army
エンディングテーマ「黄昏少女」
作詞 - 畑亜貴 / 作曲・編曲 - Dr.KOMA / 歌 - らいむ隊Army
各話リスト
| 話数 | サブタイトル                   | 脚本     | 絵コンテ   | 演出       | 作画監督          |
| ---- | ------------------------------ | -------- | ---------- | ---------- | ----------------- |
| 1    | 漢【おとこ】の名は強志朗!      | 大和紅   | 冨永恒雄   | 中村賢太朗 | 津元美尾          |
| 2    | 甘い衝撃                       | 木琴童一 | 冨永恒雄   | 守田芸成   | 西部師経          |
| 3    | はじめての先生                 | 千倉冬   | 小林孝嗣   | 小林孝嗣   | 岡野幸男          |
| 4    | 泣き虫忍法帖                   | 木琴童一 | 冨永恒雄   | 園田雅裕   | 宮田奈保美        |
| 5    | いたずらっ娘純情               | 木琴童一 | 中村賢太朗 | 中村賢太朗 | 津元美尾          |
| 6    | 僕のまま                       | 赤尾でこ | 政木伸一   | 守田芸成   | 西部師経          |
| 7    | 今だ漢だ変身だ!                | 木琴童一 | 小林孝嗣   | 小林孝嗣   | 今木宏明 岡野幸男 |
| 8    | 俺たちの旅立ち                 | 千倉冬   | 工藤進     | 園田雅裕   | 宮田奈保美        |
| 9    | 子供以上、大人未満             | 赤尾でこ | 中村賢太朗 | 中村賢太朗 | 津元美尾          |
| 10   | 百合は美しく散る               | 木琴童一 | 政木伸一   | 守田芸成   | 西部師経          |
| 11   | 泣かない心                     | 赤尾でこ | 川島宏     | 粟井重紀   | 岡野幸男          |
| 12   | よみがえる魔卵【ダークエッグ】 | 木琴童一 | 冨永恒雄   | 園田雅裕   | 宮田奈保美        |
| 13   | 恋と勝利を教えてください!      | 大和紅   | 冨永恒雄   | 中村賢太朗 | 津元美尾          |
放送局
全局とも前番組の『下級生2〜瞳の中の少女たち〜』と同じ放送枠を踏襲した。製作も同じソフトガレージである（それ以外のスタッフは全く異なる）。
| 放送地域 | 放送局     | 放送期間               | 放送日時           | 放送区分       |
| -------- | ---------- | ---------------------- | ------------------ | -------------- |
| 千葉県   | ちばテレビ | 2005年1月4日 - 3月29日 | 火曜 25:30 - 26:00 | 独立UHF局      |
| 神奈川県 | tvk        | 2005年1月6日 - 3月31日 | 木曜 25:05 - 25:35 | 独立UHF局      |
| 大阪府   | テレビ大阪 | 2005年1月6日 - 3月31日 | 木曜 27:05 - 27:35 | テレビ東京系列 |
| 埼玉県   | テレビ埼玉 | 2005年1月7日 - 4月1日  | 金曜 25:30 - 26:00 | 独立UHF局      |
| 青森県   | 青森放送   | 2005年1月10日 - 4月4日 | 月曜 25:50 - 26:20 | 日本テレビ系列 |
| 愛知県   | テレビ愛知 | 2005年1月10日 - 4月4日 | 月曜 26:28 - 26:58 | テレビ東京系列 |
関連商品（CD）
発売 - ランティス
- 『らいむいろ流奇譚X CROSS〜恋、教ヘテクダサイ。〜  CHARACTER VOCAL COLLECTION』（2005年2月23日）
- 『らいむいろ流奇譚X CROSS〜恋、教ヘテクダサイ。〜 オリジナルサウンドトラック』（2005年3月24日）
- 『TVアニメ「らいむいろ流奇譚X」オリジナルドラマ 式神温泉 みつごの湯』（2005年4月6日）